# Depot I von Prag-Suchdol
Das Depot I von Prag-Suchdol (auch Hortfund I von Prag-Suchdol) ist ein Depotfund der frühbronzezeitlichen Aunjetitzer Kultur aus Suchdol, einem Stadtteil von Prag, Tschechien. Es datiert in die Zeit zwischen 2000 und 1800 v. Chr. Das Depot befindet sich heute im Nationalmuseum in Prag.

## Fundgeschichte
Das Depot wurde 1928 entdeckt. Zu den genauen Fundumständen liegen keine Informationen vor. Die Fundstelle liegt auf dem Kozí hřbety, einem markanten Felsrücken westlich von Suchdol. Hier steckte das Depot in einer kurzen, aber recht tiefen Schlucht.
Es handelt sich um einen von zahlreichen Depotfunden aus dem Stadtgebiet von Prag. Aus Suchdol stammen noch zwei weitere Depots, die aber die späte Bronzezeit datieren.

## Zusammensetzung
Das Depot besteht aus zehn Bronzegegenständen: zwei Tüllengriffdolche, zwei zu diesen gehörende Griffknäufe (wobei unklar ist, welcher Knauf zu welchem Dolch gehört), drei Vollgriffdolche (davon einer in einer Metallscheide), ein Holzgriffdolch und eine Stabdolchklinge.